# Chiesa dei Santi Giovanni e Paolo Martiri

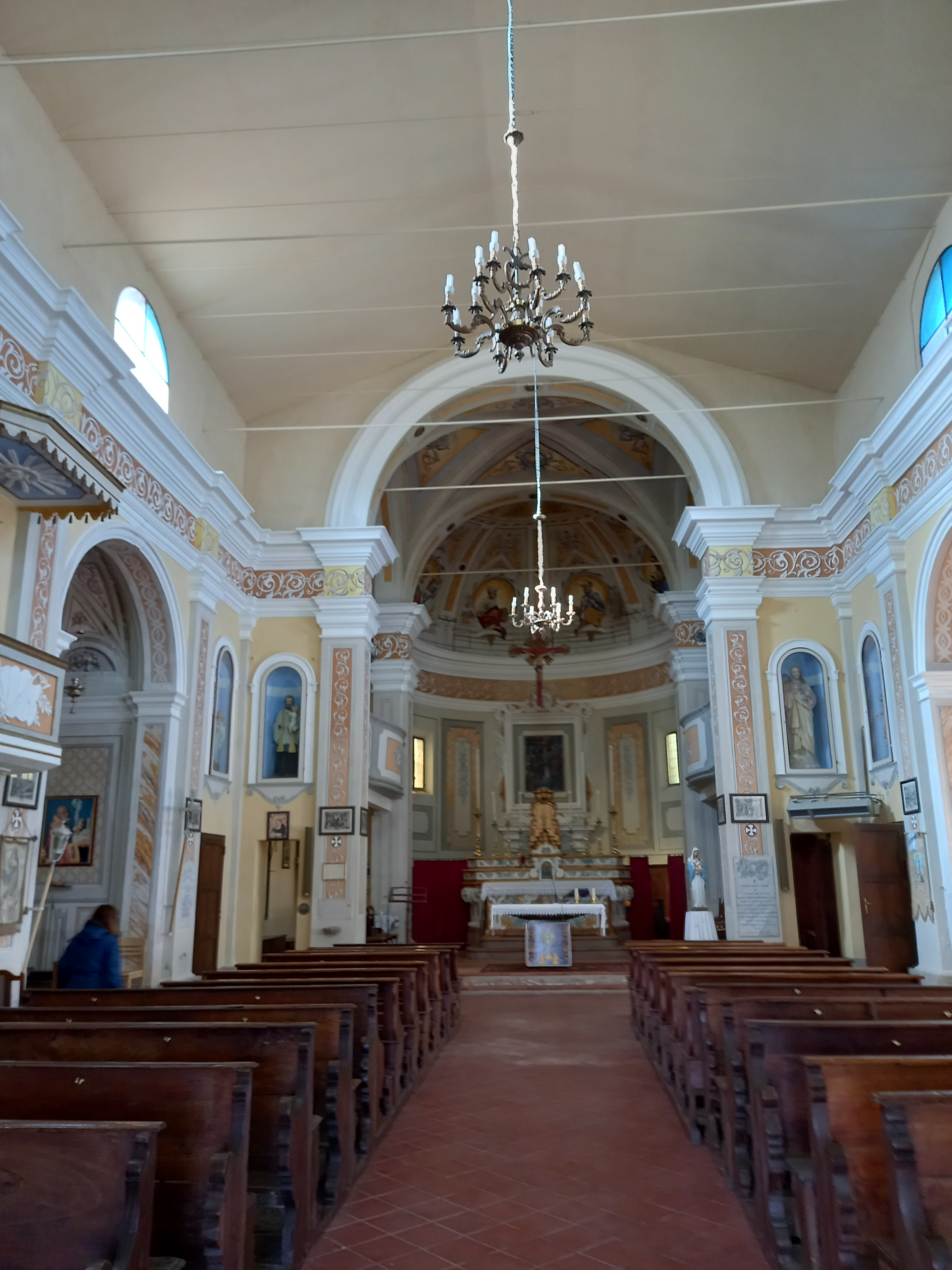
Interno della chiesa

La chiesa dei Santi Giovanni e Paolo Martiri è la parrocchiale di Pazzano di Sopra, frazione del comune italiano di Serramazzoni, in provincia di Modena. Appartiene al vicariato di Serramazzoni nell'arcidiocesi di Modena-Nonantola. Il luogo di culto risale al XVIII secolo.

## Storia
La primitiva chiesa di Pazzano con dedicazione a San Giovanni venne citata già a partire dal XIII secolo e sembra quindi verosimile fosse preesistente a tale data. All'origine risutò dipendere dalla pieve della Beata Vergine Assunta di Rocca Santa Maria e in seguito legata alla congregazione di Granarolo. Il luogo di culto originale probabilmente era stato edificato nella parte bassa di Pazzano, dove in seguito venne costruito l'oratorio dedicato a San Rocco, mentre la chiesa che ci è pervenuta fu edificata nella parte alta di Pazzano nel 1725 per iniziativa e con le risorse dell'allora parroco don Simone Lori. La solenne consacrazione venne celebrata solo molto più tardi, nel 1915. La lapide a testimonianza dell'evento venne messa solo una decina di anni dopo all'interno della chiesa, a prima guerra mondiale ormai conclusa. Nel penultimo decennio del XX secolo il tempio è stato sottoposto ad un importante lavoro di restauro conservativo.

## Descrizione

### Esterni
La chiesa si trova nella parte alta dell'abitato di Pazzano, frazione di Serramazzoni, in provincia di Modena. Mostra orientamento verso sud. La facciata a salienti è intonacata e suddivisa in tre parti scandite dai colori bianco e rosa. Il portale di accesso rettangolare è incorniciato in rosa ed è sormontato in asse dal rosone con profilo mistilineo. Le facciate laterali, a differenza di quella anteriore, sono in pietra a vista. La torre campanaria, di forma tozza, si innalza in posizione arretrata sulla sinistra e nella sua cella, che si apre con quattro finestre a monofora, si trovano quattro campane fuse nel 1863. La copertura del tetto a due falde è completata da coppi in laterizio.

### Interni
L'interno, rettangolare, è a navata unica con quattro ampie cappelle laterali introdotte ognuna da archi a tutto sesto. Il presbiterio è leggermente rialzato e il coro in legno si appoggia alla parete absidale. Le pareti interne sono riccamente decorate con motivi geometrici e floreali e con immagini di santi. L'adeguamento liturgico del presbiterio è stato realizzato tra il 1980 e il 1990 ed ha conservato l'altare originario in scagliola con tabernacolo.